# Accademia scacchi Potenza
L'Accademia scacchi Potenza A.S.D. è un circolo di scacchi di Potenza.
Nata nel 1991 dalle ceneri del circolo Paul Morphy, l'Accademia scacchi Potenza è stata protagonista degli scacchi lucani negli anni novanta e duemila arrivando a disputare la Final Four, finale a quattro del Campionato italiano di scacchi a squadre nel 1999. Dal 2001 al 2004 l'ASP partecipa con successo alla massima serie piazzandosi stabilmente fra le prime cinque; nel 2005 e nel 2006 è ammessa al neonato massimo campionato: la serie A1 Master, riservata alle migliori 10 squadre d'Italia.
Dal 2015 ha ottenuto il riconoscimento di scuola federale di scacchi.
Attualmente (2017) la squadra principale milita nella serie A2 del Campionato Italiano a squadre di Scacchi la seconda squadra in serie C ed ha anche una squadra femminile.